# أنتوني جاتو
أنتوني جاتو (بالإنجليزية: Anthony Gatto)‏ هو لاعب سيرك أمريكي، ولد في 14 أبريل 1973 في مانهاتن في الولايات المتحدة.

## وصلات خارجية
- الموقع الرسمي